# Renault R202
O R202 é o modelo da Renault da temporada de 2002 da Fórmula 1. Condutores: Jarno Trulli e Jenson Button. 
O carro marcou a volta da equipe que não disputava desde 1985.

## Resultados[1]
(legenda) 
| Ano  | Chassi | Motor            | Pneus | N° | Pilotos       | 1   | 2   | 3   | 4   | 5   | 6   | 7   | 8   | 9   | 10  | 11  | 12  | 13  | 14  | 15  | 16  | 17  | Pontos | Posição |  |
| ---- | ------ | ---------------- | ----- | -- | ------------- | --- | --- | --- | --- | --- | --- | --- | --- | --- | --- | --- | --- | --- | --- | --- | --- | --- | ------ | ------- |  |
|      |        |                  |       |    |               |     |     |     |     |     |     |     |     |     |     |     |     |     |     |     |     |     |        |         |  |
|      |        |                  |       |    |               | AUS | MAL | BRA | SMR | ESP | AUT | MON | CAN | EUR | GBR | FRA | GER | HUN | BEL | ITA | USA | JPN |        |         |  |
| 2002 | R202   | Renault RS22 V10 | M     | 14 | Jarno Trulli  | Ret | Ret | Ret | 9   | 10† | Ret | 4   | 6   | 8   | Ret | Ret | Ret | 8   | Ret | 4   | 5   | Ret | 23     | 4°      |  |
| 2002 | R202   | Renault RS22 V10 | M     | 15 | Jenson Button | Ret | 4   | 4   | 5   | 12† | 7   | Ret | 15† | 5   | 12† | 6   | Ret | Ret | Ret | 5   | 8   | 6   | 23     | 4°      |  |

† Completou mais de 90% da distância da corrida.